# Stob a' Choire Odhair
Stob a' Choire Odhair är ett berg i Storbritannien.   Det ligger i kommunen Highland och riksdelen Skottland, i den nordvästra delen av landet, 600 km nordväst om huvudstaden London. Toppen på Stob a' Choire Odhair är 945 meter över havet, eller 283 meter över den omgivande terrängen. Bredden vid basen är 2,1 km.
Terrängen runt Stob a' Choire Odhair är huvudsakligen kuperad, men åt nordost är den platt.Runt Stob a' Choire Odhair är det mycket glesbefolkat, med 2 invånare per kvadratkilometer. Närmaste större samhälle är Kinlochleven, 17,5 km nordväst om Stob a' Choire Odhair. Omgivningarna runt Stob a' Choire Odhair är i huvudsak ett öppet busklandskap.